# Мунджанці
Мунджанці — один з памірських народів. Основна частина мунджанців проживає в Афганістані в долині річки Мунджан та суміжних місцевостях Пакистану (близько 4 000 осіб). Локальна група мунджанців — їдга — живе в долині річки Луткух у верхньому Читралі, куди переселилися з Мунджану кілька століть тому. Їх мови входять у східну підгрупу іранської групи мов. Освіту отримують на урду — в Пакистані, на фарсі — в Афганістані. Віруючі — мусульмани-ісмаїліти.
Входять в господарсько-культурний тип з іншими памірськими народами, поширені орні знаряддя шугнано-рушанської форми (типу рала), валиковий та струменево-бороздовий способи поливу. Характерне терасування полів та проведення зрошувальних каналів.
Багато спільного в суспільному та сімейному житті й обрядовості з іншими памірськими народами.